# Vy tjo, staritjo?
Vy tjo, staritjo? (russisk: Вы чьё, старичьё?) er en sovjetisk spillefilm fra 1988 af Iosif Chejfits.

## Medvirkende
- Mikhail Pakhomenko som Kasjan Glusjkov
- Lev Borisov som Bagorytj
- Jelena Melnikova som Valentina
- Jevgenij Kryzjanovskij som Arnold
- Tatjana Sjarkova som Zinka